# Morada Nova de Minas
Morada Nova de Minas è un comune del Brasile nello Stato del Minas Gerais, parte della mesoregione Central Mineira e della microregione di Três Marias.